# Isabelle Tavano
Isabelle Tavano (Udine, 15 maggio 2007) è una ginnasta italiana di ginnastica ritmica, attualmente membro del gruppo nazionale individuale junior e allenata dalla tecnica Spela Dragas.
A novembre 2020 viene convocata per la prima volta a rappresentare l'Italia in occasione del Bilaterale Italia-Germania a Desio, dove vince la medaglia d'argento di team .
A dicembre 2020 partecipa con il team Italia al 3° Online International Tournament di Mosca. Nello stesso mese partecipa al Campionato Nazionale Junior a Montegrotto Terme, dove dopo aver occupato la terza posizione in fase di qualifica, termina in finale ai piedi del podio.

## Palmarès

### Palmarès Internazionale
| Anno | Città      | Competizione                 | Risultato | Specialità        |
| ---- | ---------- | ---------------------------- | --------- | ----------------- |
| 2021 | Lubiana    | FIG International Tournament | Argento   | All Around        |
| 2021 | Lubiana    | FIG International Tournament | Argento   | Cerchio           |
| 2021 | Lubiana    | FIG International Tournament | Argento   | Palla             |
| 2021 | Lubiana    | FIG International Tournament | Argento   | Clavette          |
| 2021 | Lubiana    | FIG International Tournament | Argento   | Nastro            |
| 2022 | Lubiana    | FIG International Tournament | Bronzo    | Concorso generale |
| 2022 | Lubiana    | FIG International Tournament | Bronzo    | Palla             |
| 2022 | Lubiana    | FIG International Tournament | Argento   | Clavette          |
| 2022 | Lubiana    | FIG International Tournament | Argento   | Nastro            |
| 2022 | Belgrado   | FIG International Tournament | Argento   | Team              |
| 2022 | Belgrado   | FIG International Tournament | Bronzo    | Palla             |
| 2022 | Zagabria   | FIG International Tournament | Argento   | Concorso Generale |
| 2022 | Virovitica | FIG International Tournament | Oro       | Team              |